# Union Township (comté de Louisa, Iowa)
Pour les articles homonymes, voir Union Township.
Union Township est un township du comté de Louisa en Iowa, aux États-Unis,.
Il est fondé en 1854.

### Source de la traduction
- (en) Cet article est partiellement ou en totalité issu de l’article de Wikipédia en anglais intitulé « Union Township, Louisa County, Iowa » (voir la liste des auteurs).